# Ximo Puig
Ximo Puig, właśc. Joaquín Francisco Puig Ferrer (ur. 4 stycznia 1959 w Morelli) – hiszpański polityk, dziennikarz i samorządowiec, działacz Hiszpańskiej Socjalistycznej Partii Robotniczej (PSOE), parlamentarzysta krajowy i regionalny, od 2015 do 2023 prezydent Walencji (przewodniczący Generalitat Valenciana).

## Życiorys
Z zawodu dziennikarz, pracował w lokalnej prasie, agencji prasowej oraz stacjach radiowych Radio Popular i Antena 3 Radio. Zaangażował się w działalność polityczną w ramach Hiszpańskiej Socjalistycznej Partii Robotniczej. W latach 1983–1986 zasiadał w kortezach Walencji. Następnie zatrudniony w administracji rządu regionalnego jako dyrektor generalny odpowiedzialny za współpracę instytucjonalną i politykę informacyjną. W 1995 został wybrany na alkada Morelli, swoją rodzinną miejscowością zarządzał do 2012. Od 1999 do 2011 ponownie sprawował mandat posła do parlamentu Walencji.
W wyborach w 2011 został wybrany do Kongresu Deputowanych X kadencji. W 2012 objął funkcję przewodniczącego PSPV, organizacji PSOE w Walencji, rezygnując w tym samym roku ze stanowisko burmistrza Morelli.
W wyborach regionalnych w 2015 ponownie uzyskał mandat deputowanego na poziomie regionu. W czerwcu tegoż roku przy wsparciu m.in. ugrupowania Compromís powołany na prezydenta Walencji. W 2019 ponownie został posłem do parlamentu regionalnego, pozostał następnie na funkcji prezydenta Walencji. Również w 2023 uzyskał mandat deputowanego, jednak wspierające go ugrupowania utraciły większość w parlamencie; w lipcu tegoż roku zakończył pełnienie funkcji prezydenta Walencji.
Również w lipcu 2023 został powołany w skład hiszpańskiego Senatu.